# Harry Smith, I baronetto
Sir Henry George Wakelyn Smith I baronetto di Aliwal (Whittlesey, 28 giugno 1787 – Londra, 12 ottobre 1860) è stato un famoso soldato e comandante dell'esercito britannico all'inizio del XIX secolo.
Veterano delle guerre napoleoniche, ebbe un ruolo di rilievo nella politica coloniale britannica ottenendo brillanti successi in India e soprattutto in Sudafrica, dove sconfisse ripetutamente i Boeri. A sua moglie Juana María de los Dolores de León Smith, lady Smith, venne intitolata la città di Ladysmith.

## Biografia
Nacque a Whittlesey, Cambridgeshire, figlio di un chirurgo. Nel 1862 fu restaurata in sua memoria una cappella della chiesa cittadina di Santa Maria, ed il college locale porta il suo nome: Sir Harry Smith Community College.

### Guerre napoleoniche
Harry Smith (per tutta la vita adottò il proprio nome cristiano per comodità) fu istruito privatamente ed entrò nell'esercito nel 1805. Il suo primo servizio attivo fu in Sudamerica nel 1806, durante le invasioni britanniche del Río de la Plata. Si distinse nella battaglia di Montevideo nel 1807, ma divenne famoso solo durante la guerra d'indipendenza spagnola. Per tutta la durata della campagna Smith servì nel 95º fucilieri, in cui rimase dal 1808 alla fine della guerra con la battaglia di Tolosa del 1814. Il 7 aprile 1812 (giorno successivo alla battaglia di Badajoz) una dama spagnola, le cui intere proprietà in città erano state distrutte, si presentò presso le linee britanniche chiedendo protezione per sé e per la sorella quattordicenne. Quest'ultima, Juana Maria de Los Dolores de León, era uscita da poco da un convento. Nonostante la giovane età, si sposò con Harry Smith pochi giorni dopo, e lo accompagnò per tutto il resto della guerra.
Al termine della guerra Harry Smith si arruolò volontariamente negli Stati Uniti d'America, dove partecipò alla battaglia di Bladensburg del 24 agosto 1814, e fu testimone dell'incendio della capitale Washington.
Dopo il ritorno in Europa fu maggiore di brigata nella battaglia di Waterloo del 1815.

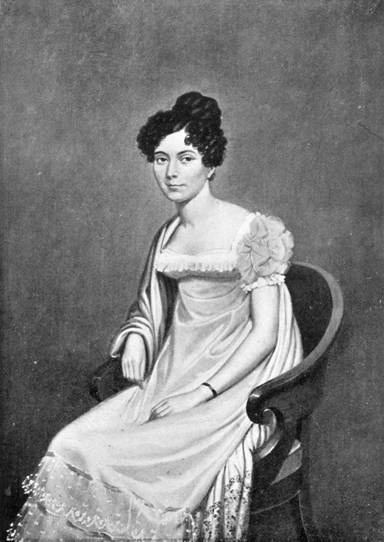
Juana María de los Dolores de León Smith

### Sudafrica
Nel 1828 fu nominato a capo del Capo di Buona Speranza, dove comandò una divisione nelle guerre di Frontiera del Capo del 1834-1836. Nel 1835 riuscì a compiere il tragitto da Città del Capo a Grahamstown in meno di sei giorni, ed essendosi riguadagnato la fiducia dei bianchi fu nominato governatore della provincia di Queen Adelaide, ottenne un'illimitata influenza sulle popolazioni native ed iniziò a civilizzarle.
Nonostante fosse sostenuto da Sir Benjamin D'Urban, l'alto commissario, il ministero di Londra annullò la sua politica e, per citare le parole dello stesso Smith, decise che la provincia di Queen Adelaide sarebbe stata restituita ai barbari. Lo stesso Smith fu rimosso dal comando, e la sua partenza fu criticata anche da Bantu e boeri. Numerosi boeri, a causa di questa scelta di Lord Glenelg, iniziarono la migrazione verso l'interno nota come Grande Trek.

### India
Harry Smith fu poi nominato generale aiutante deputato delle forze in India, dove prese parte alla campagna di Gwalior del 1843, grazie alla quale ricevette il titolo di cavaliere commendatore dell'Ordine del Bagno, ed alla prima guerra anglo-sikh del 1845-1846. Fu a capo di una divisione dell'esercito di Hugh Gough nelle battaglie di Mudki e di Ferozeshah, dove si distinse, anche se scarsamente sostenuto dal comandante in capo. Dopo la seconda di queste azioni, Harry Smith fu nominato ad un comando indipendente, ed il 28 gennaio 1846 sconfisse duramente i Sikh ad Aliwal sul fiume Sutlej.
Nella battaglia di Sobraon del 10 febbraio comandò di nuovo una delle divisioni di Gough. Per la grande vittoria riportata ad Aliwal fu elogiato dal Parlamento. Le sue lodi tessute dal duca di Wellington furono forse l'encomio più caloroso mai pronunciato dal comandante nei confronti di un ufficiale meritevole. Nello stesso momento Sir Harry fu anche nominato baronetto, ed il termine Aliwal fu aggiunto al suo titolo. Fu promosso maggior generale il 9 novembre 1846.

### Ritorno in Sudafrica

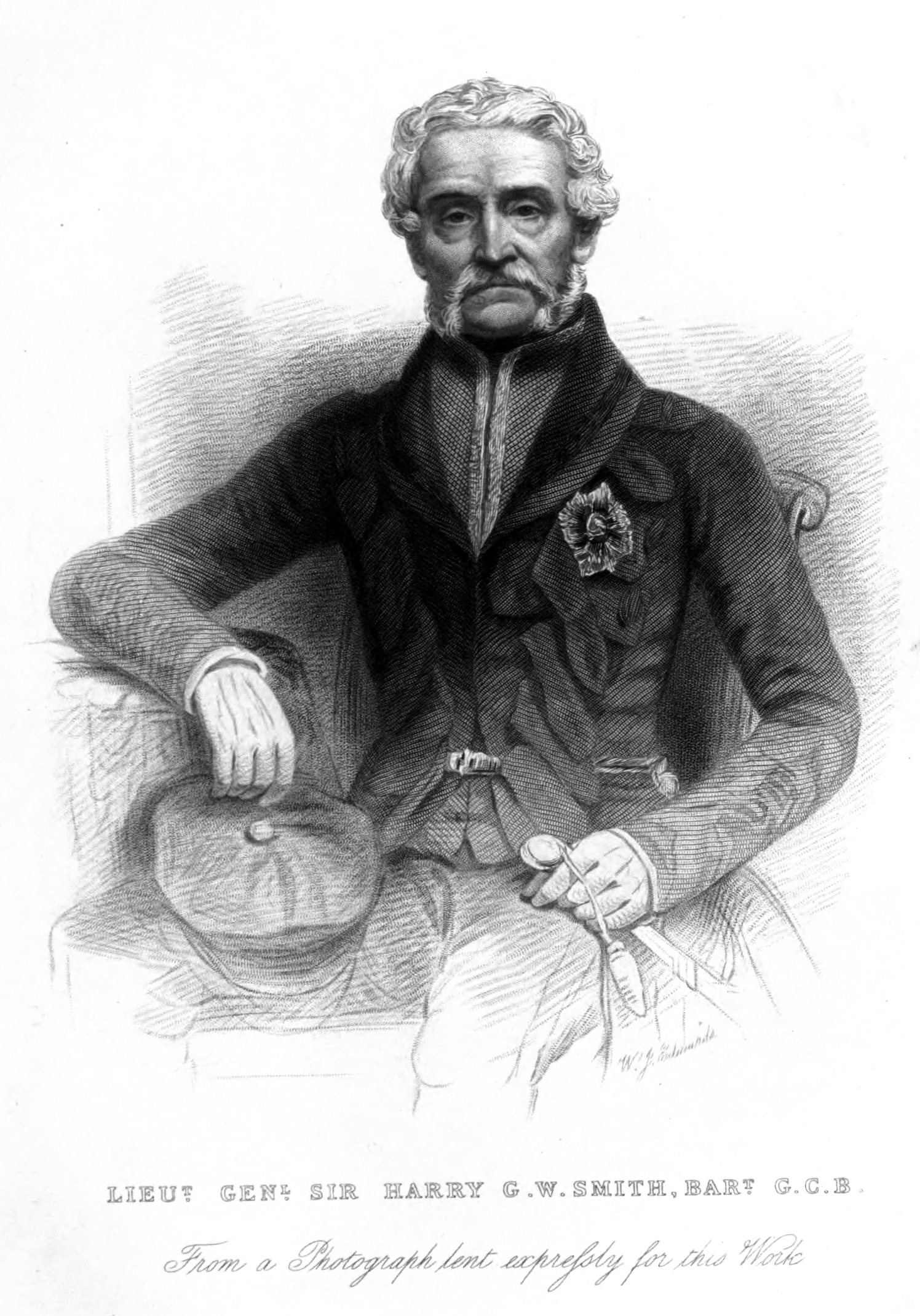

Nel 1847 fece ritorno in Sudafrica come governatore della colonia del Capo e come alto commissario, con il grado locale di tenente generale, per affrontare i problemi che aveva previsto 11 anni prima. Assunse il comando di una spedizione per gestire le proteste dei Boeri di Orange River Sovereignty e per combattere la battaglia di Boomplaats il 29 agosto 1848. Si pensa che il sequestro dell'intera regione di Kaffraria Britannica operato dal "mezzo matto Smith" nel 1848 sia stato comandato ed operato "interamente di propria iniziativa". Piers Brendon lo descrisse con queste parole: «Smith, pose il piede sul collo del governante Xhosa e proclamò, "Io sono il vostro principale capo, e i Kaffiri sono i miei cani!"»
Nel dicembre 1850 scoppiò la guerra contro i Xhosa ed alcuni dei Khoi. Sir Harry Smith non ricevette sufficienti truppe dall'Inghilterra e, nonostante che il suo operato fosse caldamente approvato dal duca di Wellington e dalle autorità militari, Lord Grey, in un dispaccio mai presentato alla regina, lo richiamò nel 1852 prima che Xhosa e Khoi fossero stati completamente sottomessi. Protestò contro la scelta di lasciare l'Orange River Sovereignty in mano ai Boeri, due anni dopo la sua partenza. La sua reputazione era ormai quella di un uomo autocratico e oppressivo nei confronti degli Xhosa e di colui che aveva creato innumerevoli problemi. Si dice che abbia insistito affinché i capi gli baciassero i piedi, ad esempio.
La moglie Juana diede il nome alla città di Ladysmith nella provincia di KwaZulu-Natal. Harrismith, nella provincia di Free State, prese il nome dallo stesso Smith (altre due città, Aliwal North nella provincia del Capo Orientale e Smithfield in Free State, hanno un nome legato a Smith).

### Ritorno in Inghilterra
Nel 1853 fu nominato General Officer Commanding del Western District, di nuovo in Inghilterra. Fu promosso a tenente generale il 20 giugno 1854 e nominato GOC del Northern District nel 1856.
Morì presso la propria casa di Eton Place a Londra il 12 ottobre 1860. Fu sepolto presso la St Mary's, Whittlesey, dove è commemorato da un busto in marmo e da un memoriale. Questa parte della chiesa è nota come cappella di Sir Harry. La moglie Juana morì il 10 ottobre 1872, ed è sepolta con lui.
La sua autobiografia fu pubblicata postuma nel 1901, ed è considerata un classico di amore e guerra.
La storia di Harry Smith e di sua moglie all'interno della guerra d'indipendenza spagnola e della battaglia di Waterloo è ben raccontata nel romanzo di Georgette Heyer intitolato The Spanish Bride (1940).